# Common Language Runtime
Pour les articles homonymes, voir CLR.
 (juillet 2018).
Si vous disposez d'ouvrages ou d'articles de référence ou si vous connaissez des sites web de qualité traitant du thème abordé ici, merci de compléter l'article en donnant les références utiles à sa vérifiabilité et en les liant à la section « Notes et références ».
Common Language Runtime (CLR) est le nom choisi par Microsoft pour le composant de machine virtuelle du framework .NET. Il s'agit de l'implémentation par Microsoft du standard Common Language Infrastructure (CLI) qui définit l'environnement d'exécution des codes de programmes. Le CLR fait tourner une sorte de bytecode nommé Common Intermediate Language (CIL). Le compilateur à la volée transforme le code CIL en code natif spécifique au système d'exploitation.
Le CLR fonctionne sur des systèmes d'exploitation Microsoft Windows.
Le CLR est composé des quatre parties suivantes :
- Common Type System (CTS) ;
- Common Language Specification (CLS) ;
- Metadata ;
- Virtual Execution System (VES).

## Introduction
Le CLR est à .NET ce que la JVM est à Java, c’est-à-dire une machine virtuelle, sans laquelle l'exécution de code .NET ne serait pas possible. À l'inverse de son concurrent, le framework .NET a été conçu pour permettre l'interopérabilité entre différents langages.
Quel que soit le langage utilisé pour écrire une application .NET, le code doit être transformé en CIL (Common Intermediate Language). Ce code intermédiaire ne comporte aucune instruction relative au matériel (i.e. hardware) ou au système d'exploitation. Il ne peut donc pas être exécuté directement. Malgré cela, on pourrait tout à fait imaginer écrire directement une application en IL, langage qui ressemble à l'assembleur, sans passer par un langage de dernière génération comme le C#.
Le CLR est nécessaire pour exécuter le code intermédiaire. Il est basé sur le CTS (Common Type System) et le CLS (Common Language Specification).  Il apporte de nombreuses fonctionnalités comme le ramasse-miettes en anglais : Garbage Collector (la mémoire utilisée par l'application lors de l'exécution est optimisée), la BCL (Base Class Library), et le système de sécurité. Une fois le code présent dans le CLR, il va enfin pouvoir être compilé par le JIT Compiler (Just in Time) en langage natif de la machine.
Il existe trois types de JIT :
- Pre-JIT : le code entier est directement compilé ;
- Econo-JIT : le code est compilé par parties, et la mémoire libérée si nécessaire ;
- Normal-JIT : le code n'est compilé que quand c'est nécessaire, mais est ensuite placé en cache pour pouvoir être réutilisé.

Quel que soit le type de JIT, le but est d'accélérer l'exécution du code en réutilisant dès que possible le cache. Pour voir ceci visuellement, c'est très simple.  Il suffit d'écrire une simple application ASP.NET (Hello World par exemple). À la première exécution, le code est compilé.  Par la suite et aussi longtemps que l'application ne subit pas de modifications, le cache sera utilisé, d'où une vitesse d'exécution bien plus rapide que lors de la première exécution.
Le JIT fourni par Microsoft ne produit évidemment que du code natif Windows, mais les spécifications étant disponibles, il s'est trouvé un groupe de personnes ayant décidé de porter .NET sur Linux, donnant naissance à la plate-forme de développement libre Mono.

## Liste des langages pris en charge
Les langages pris en charge par le CLR sont différents de ceux qui sont pris en charge par la DLR. Un bytecode obtenu sans utilisation d'anciennes API microsoft (MFC,win32) est appelé un code managé qui bénéficie des avantages de la plate-forme .NET (portabilité, ramasse-miettes).
Le CLR prend entre autres en charge :
- C#
- F#
- VB.Net
- PowerShell